# Nepolókivtsi
Nepolókivtsi (en ucraniano: Неполоківці) es un pueblo ucraniano perteneciente al óblast de Chernivtsí. Situado en el oeste del país, es parte del raión de Chernivtsí y centro del municipio (hromada) homónimo.

## Toponimia
En todos los idiomas de importancia local, la localidad se conoce con el nombre de Nepolókovtsi (en ruso: Неполоковцы) o Nepolocauti (en rumano: Nepolocăuți; en alemán: Nepolokoutz). 

## Geografía
Nepolókivtsi se encuentra a orillas del río Prut, 24 km al noroeste de Chernivtsí, en la región histórica de Bucovina. 

## Historia
Mencionado por primera vez en una escritura de 1480, Nepolókivtsi perteneció al principado de Moldavia hasta 1776.
Después de que Bucovina fuera ocupada por el Imperio austríaco en 1774 hacia el final de la guerra ruso-turca (1768-1774), esto se confirmó en el tratado de Küçük Kaynarca en 1775, oficialmente como agradecimiento por los “servicios de mediación” de Austria entre los oponentes de la guerra. Como resultado, Nepolókivtsi pasó a formar parte de Austria, primero en el reino de Galitzia y Lodomeria, y desde 1849 en la recién fundada tierra de la corona del ducado de Bucovina. En 1866 el lugar recibió una conexión ferroviaria en la línea Lemberg-Czernowitz del ferrocarril Lemberg-Czernowitz-Jassy y el 7 de julio de 1898 se inauguró el ferrocarril local Nepolokoutz-Wiznitz, que tenía su punto final aquí. Esto benefició enormemente al desarrollo económico de la ciudad y se construyó una pequeña estación alrededor de la estación de tren. Durante este tiempo también se establecieron en el pueblo habitado por ucranianos residentes judíos, rumanos y alemanes.
Después de que Bucovina fuera anexionada al reino de Rumania el 27 de noviembre de 1918, el lugar perteneció al distrito de Chernivtsí. Nepolókivtsi se convirtió en ciudad fronteriza y estación de tren con Polonia, pasando a llamarse Grigore Ghica Vodă en honor al príncipe moldavo Gregorio III Ghica.
Como resultado de la anexión de Bucovina del Norte el 28 de junio de 1940, posible gracias al pacto Ribbentrop-Mólotov, Nepolókivtsi pasó a formar parte de la RSS de Ucrania de la Unión Soviética. Volvió a formar parte de Rumanía tras la invasión germano-rumana entre 1941 y 1944, durante la Segunda Guerra Mundial. 
En 1968, Nepolókivtsi fue elevado a asentamiento de tipo urbano.
Hasta el 18 de julio de 2020, Nepolókivtsi formó parte del raión de Kitsman. El raión fue abolido en julio de 2020 como parte de la reforma administrativa de Ucrania, que redujo el número de raiones del óblast de Chernivtsí a tres. El raión de Kitsman se fusionó con el raión de Chernivtsí.En 2023, Nepolókivtsi perdió el estatus de asentamiento de tipo urbano debido a la eliminación de este estatus administrativo.

## Demografía
La evolución de la población de Nepolókivtsi entre 1930 y 2022 fue la siguiente:
| 1885                                                          | 2446 | 2764 | 2444 | 2493 | 2427 |
| (Fuente: Cities & Towns of Ukraine y UKRAINE: Größere Städte) |      |      |      |      |      |

Según el censo de 2001, la lengua materna de la mayoría de los habitantes, el 98,53%, es el ucraniano; del 1,22%, el ruso.
En el censo de 1930, el 49,01% de los habitantes eran rutenos; el 19,09%, rumanos; el 16,71%, judíos; el 6,04%, rusos; el 4,93%, polacos; y alemanes, el 3,6%. En cuanto a la religión, el 72,52% de la población eran ortodoxos; el 16,76% eran judíos; el 7,79% eran católicos romanos y el 2,06%, católicos bizantinos.

## Infraestructura

### Transporte
La estación de tren más cercana es Orshovtsi, a 2 km del pueblo.